# The Twisters
The Twisters ist ein US-amerikanischer Katastrophenfilm aus dem Jahr 2024 von Michael Su, der auch für die Kamera verantwortlich war. Produziert wurde der Film vom Filmstudio The Asylum.

## Handlung
Sturmforscher Dr. James Garland hat eine App entwickelt, wodurch sich die Entwicklung und die Route von Wirbelstürmen auf nahezu 100 Prozent berechnen lassen. Die App wird mit einem Vorhersagealgorithmus mit dem Codenamen TINA gefüttert, wodurch der genaue Zielort des Sturms verraten wird. Als Nächstes wird den beiden Topeka im US-Bundesstaat Kansas als Ziel eines Sturms genannt. Da dort das Wetter allerdings klar und sonnig ist, werden seine Warnungen von seiner Vorgesetzten Dr. Janet Evans ignoriert. Wenn später taucht aber tatsächlich der Tornado auf und zerstört die Stadt.
Einst arbeitete er mit Dr. Erica Garland, dessen Sensor er benutzt, zusammen, doch die beiden haben sich verstritten. Aufgrund der Umstände, dass mehrere Tornados zeitgleich in der westlichen USA auftreten und sich schließlich zu einem gigantischen Megatornado verschmelzen, raufen sich beide zusammen und beschließen, wieder gemeinsam zu arbeiten. Die Nationalgarde der Vereinigten Staaten beginnt, Anwohner zu evakuieren, da dem Wirbelsturm auch die größten Städte nicht widerstehen können. Eine Gruppe von Wissenschaftlern wird damit beauftragt, den zukünftigen Weg, den der Megatornado einschlagen wird, vorauszusagen.
Um auch den Verlauf des Megatornados zu berechnen, brauchen sie allerdings Daten über den Wirbelsturm. Daher müssen sie sich ins Zentrum des Tornados bewegen. Begleitet werden sie dabei von der Nachrichtenreporterin Claudia und dem Kameramann Penn. Als sie die Daten haben und zurück ins Hauptquartier wollen, begegnet ihnen General Murphy, der versucht, die Ausbreitung der Tornados zu koordinieren, um sie unter Kontrolle zu bringen. Dank der Kombination aus einer riesigen Teslaspule, einem Weltraumlasern und einem Tanklastwagen kann der Sturm schließlich unschädlich gemacht werden.

## Hintergrund

### Produktion
Der Arbeitstitel des Films lautete Tornadopocalypse. Es handelt sich um einen Mockbuster zum Film Twisters aus demselben Jahr. Als Hauptdarstellerin konnte die Sängerin Tiffany verpflichtet werden. Die meisten Filmaufnahmen entstanden in einem Filmstudio im kalifornischen Burbank.

### Veröffentlichung
Der Film erschien in den USA am 28. Juni 2024, knapp zweieinhalb Wochen vor dem Kinostart von Twisters, in ausgewählten Kinos und als Video-on-Demand. Seine deutsche Free-TV-Premiere feierte der Film am 8. November 2024 auf dem Sender Tele 5.

## Rezeption
„Eine Trash-Variante von teuren Wirbelsturm-Filmen wie „Twisters“, deren sinnfreie Handlung auch durch die Menge an Tornado-Actionszenen nicht aufgewogen wird, da die Spezialeffekte überaus mäßig ausfallen. Auch die Figuren besitzen keinerlei Profil, aus dem der Film Interesse für sich beanspruchen könnte.“

Jim Morazzini lobt in seiner Review für Voices From The Balcony das Drehbuch, dass dank „verschiedenen Zerstörungsszenen über den Film“ verteilt lange, langweilige Passagen verhindere. Die Spezialeffekte werden im Vergleich zu anderen Produktionen von The Asylum als besser angesehen, so schreibt er, dass „einige der CGI-Effekte langsam besser“ werden würden. Final vergibt er drei von fünf möglichen Sternen.
Auf Rotten Tomatoes hat der Film beim Publikum einen Anteil positiver Bewertungen von 15 % bei mehr als 50 Stimmen. In der Internet Movie Database hat der Film bei über 240 Stimmenabgaben eine Wertung von 2,5 von 10,0 möglichen Sternen (Stand November 2024).